# Səfa Axundov

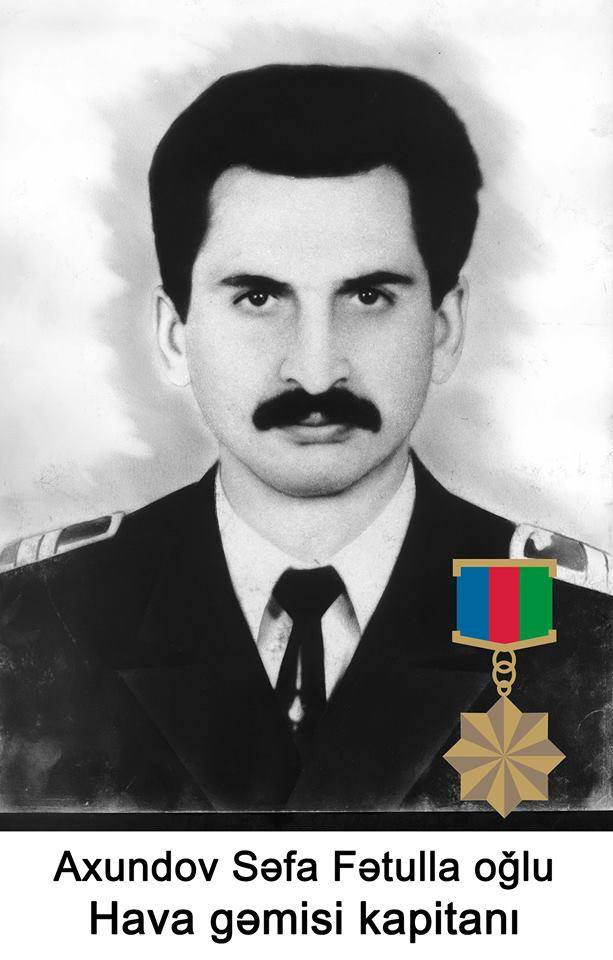
Səfa Axundov

Səfa Fətulla oğlu Axundov (eingedeutscht Safa Achundow; * 19. Juni 1958 in Masallı, Aserbaidschanische SSR, UdSSR; † 28. Januar 1992 in Şuşa, Republik Aserbaidschan) war ein aserbaidschanischer Pilot. Er starb im Ersten Bergkarabachkrieg (1992–1994) und trägt den Titel Nationalheld Aserbaidschans.

## Leben
Der Wunsch, Pilot zu werden, führte Axundov nach dem Schulabschluss 1975 in die Höhere Flugabwehrraketenschule in Orenburg. Diese absolvierte er 1979 und wurde im Anschluss als Pilot auf dem Flugplatz Yevlax eingesetzt.
Nach wenigen Jahren ließ sich Axundov am Kiewer Institut für Zivilluftfahrt einschreiben. Nach erfolgreichem Abschluss zog er nach Riga, wo er in einer technischen Hochschule unterrichtete. 1987 kehrte er nach Aserbaidschan zurück.
1989 wurde Axundov zum zweiten Piloten des Mil Mi-8 der Fluggesellschaft „AZAL-aero“ ernannt. Er führte hauptsächlich die Flüge zwischen Baku und Ağdam durch. Mit der zunehmenden Verschlechterung der Sicherheitslage rund um die aserbaidschanisch besiedelte Stadt Şuşa als Folge der armenischen Blockade musste die Ortschaft aus der Luft versorgt werden. Die Flugmaschine von Axundov musste dabei öfter unter lebensbedrohlichen Umständen zum Einsatz kommen. Seine letzte Mission fand am 28. Januar 1992 statt. Der von Axundov und Viktor Seryogin gesteuerte Hubschrauber mit 47 Passagieren wurde auf dem Weg von Ağdam nach Şuşa durch armenische Einheiten mit einem MANPADS abgeschossen. Es gab keine Überlebenden.
Per Dekret des Präsidenten Aserbaidschans vom 25. November 1992 wurde Axundov mit dem Titel Nationalheld Aserbaidschans ausgezeichnet.
Er wurde auf der Ehrenallee von Baku (Fəxri Xiyaban) beigesetzt.